# Teaterflisen
Teaterflisen, med tilnavnet Folkets Pris, er en dansk kulturpris, der blev uddelt første gang i 1997. Prisen gives på baggrund af det forudgående års skuespilpræstationer i teater, film og tv. Vinderen modtager sin en flise med navn og portræt tegnet af Jens Hage overført i bronze en granitflise, som bliver nedlagt på Frederiksberg Allé, samt kr. 25.000.
Årets prismodtager bliver fundet ved en afstemning i samarbejde med en komite bestående af Johny Gehlsen (initiativtager til prisen), en skuespiller (tidligere prismodtager), Frederiksberg Fonden samt Frederiksberg Bladet.

## Tidligere prismodtagere
Følgende kunstnere har modtaget Teaterflisen.
- 1997 Niels Olsen
- 1998 Thomas Eje
- 1999 Sidse Babett Knudsen
- 2000 Iben Hjejle
- 2001 Mads Mikkelsen
- 2002 Peter Mygind
- 2003 Bodil Udsen
- 2004 Anders W. Berthelsen
- 2005 Nikolaj Lie Kaas
- 2006 Ghita Nørby
- 2007 Søren Pilmark
- 2008 Anders Matthesen
- 2009 Ulf Pilgaard
- 2010 Lars Mikkelsen
- 2011 Lisbet Dahl
- 2012 ikke uddelt
- 2013 Birthe Neumann
- 2014 Trine Dyrholm
- 2015 Bodil Jørgensen
- 2016 Pilou Asbæk
- 2017 Silas Holst
- 2018 Rasmus Bjerg
- 2019 Susse Wold
- 2020 Vivienne McKee
- 2021 Mick Øgendahl
- 2022 Preben Kristensen
- 2023 Lise Baastrup
- 2024 Jytte Abildstrøm